# 阿利庫迪島

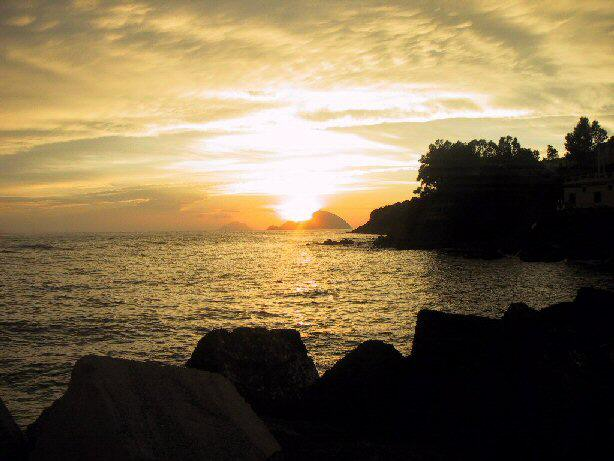

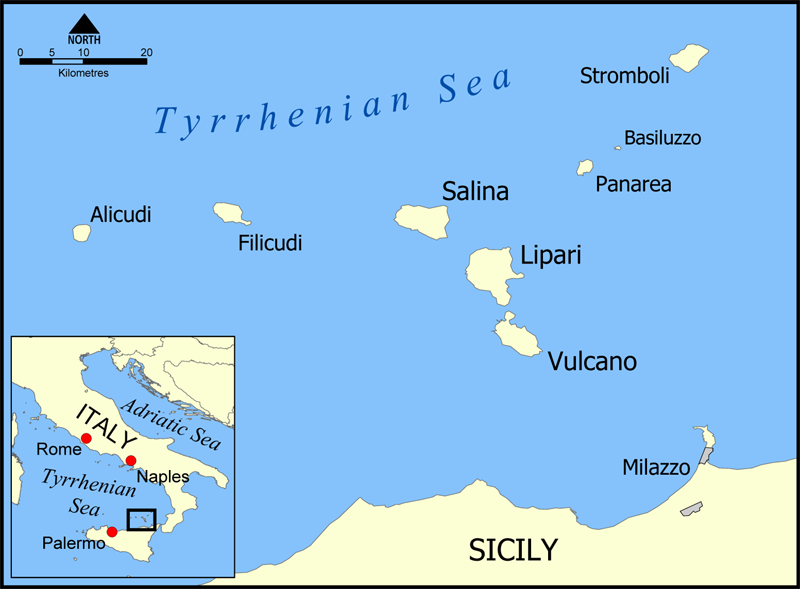

阿利庫迪島是意大利的火山島，位於西西里島以北的提雷尼亞海，屬於埃奧利群島的一部分，長2.9公里、寬2.3公里，面積5.2平方公里，最高點海拔高度675米，2001年人口105。

## 外部連結
- About Alicudi （意大利文）
- Aeolian Island tourism website （意大利文）
- Topographic Map of the Island
- Alicudi web （意大利文）